# 아울 (마블 코믹스)
아울(영어: Owl)은 마블 코믹스의 슈퍼빌런 캐릭터이다. 본명은 올빼미를 모티브로 한 릴런드 아울슬리(Leland Owlsley)로, 데어데블의 마이너 악당이다. 1964년 8월 《데어데블》 3호에 처음 등장했고, 스탠 리와 조 올랜도가 공동 창작하였다.

## 담당 배우

### TV 드라마
- 데어데블(2015) - 밥 건턴